# Paramount Global
Paramount , tidigare Viacom CBS Inc., av företaget skrivet Paramount Global, är ett amerikanskt medieföretag bildat genom sammanslagningen av CBS Corporation och Viacom 2019. Företaget har sitt huvudkontor i skyskrapan One Astor Plaza i New York.
Det nuvarande företagsnamnet som antogs 2022 kommer från det helägda filmbolaget Paramount Pictures och används även för streamingtjänsten Paramount+; det valdes som moderbolagets namn därför att det är mer välkänt än både Viacom eller CBS utanför USA.